# Makalé Traoré
Pour les articles homonymes, voir Traoré.
Makalé Traoré, née en Guinée, est une juriste, économiste, présidente de la Coalition des filles et femmes de Guinée (COFFIG), ancienne ministre de la fonction publique et directrice de campagne d'Alpha Condé en 2010,.

## Biographie
Makalé Traoré est une juriste et  économiste de formation, elle est née dans la sous-préfecture de Farémoriah, préfecture de Forécariah en Guinée. Elle est une juriste, économiste, présidente de la coalition des filles et femmes de Guinée (COFFIG), ancienne ministre de la fonction publique.

## Parcours professionnel
Makalé Traoré est la présidente du réseau des femmes africaines, ministres et parlementaires de Guinée (REFAMP) et présidente de la Coalition des femmes et filles de Guinée pour le dialogue et la construction de la paix et le développement (COFFIG)

### Ministre de la Réforme Administrative et de la Fonction Publique
Dans le dernier gouvernement du président Conté dirigé par Ahmed Tidiane Souaré, elle est nommée Ministre de la Réforme Administrative et de la Fonction Publique.

## Prix et reconnaissances
Elle est élue Femme de l'année 2010 par le magazine féminin Gnouma.